# Фуксит
Фукситът е богата на хром (Cr) разновидност на минерала мусковит, принадлежащ към групата на слюдата от филосиликатни минерали, с химична формула K(Al,Cr)
2(AlSi
3O
10)(OH)
2.
Тривалентният хром замества един от алуминиевите (Al) атоми в общата формула на мусковита, създавайки ябълковозеления оттенък, отличителен за фуксита. Често се среща в дребни слюдени агрегати (с отделни плочи, които едва се виждат), като основен компонент на богати на хром филитни или шистозни метаморфни скали.
Вердитът е вид метаморфна скала, направена предимно от нечисто, често многоцветно разнообразие от фуксит. Използва се за декоративна дърворезба.
Фукситът е кръстен на германския химик и минералог Йохан Непомук фон Фукс.

## Свойства
Фукситът кристализира в моноклинна кристална система. Обичайният цвят на минерала е бледозелен до изумрудено зелен в зависимост от количеството хром. Слюдестите кристали са гъвкави и леко разчленени с твърдост 2-2,5 по скалата на Моос. Фукситът флуоресцира в лайм зелено под дълговълнова ултравиолетова светлина. Радиоактивността на фуксита, дължаща се на съдържанието на калий (K), е едва забележима.